# Tonaludátusz
A tonaludátuszok olyan nyelvi játékok, ahol idegen nyelvűnek látszó, vagy idegen szavakból álló mondatokat készítünk úgy, hogy azok valójában magyarul olvasandóak vagy értelmezendőek.
Az elnevezést a legismertebb példányról kapta, mely a latin nyelvvel játszik:
Tona ludatus, vis saus megatus. – Magyarul kiolvasva: "tón a lúd átúsz', visszaúsz' meg átúsz'." (Vagyis a lúd úszik a tavon ide-oda.)

## Példák

### Latin
- Tona ludatus, vis saus megatus.
- Tona ludatus; tudus nimeratus.
- =Tón a lúd átúsz, tud úszni mer' átúsz.
- Comam uram, miles fiam.
- =Komám uram, mi lesz fiam.

### Magyarul kell kiolvasni
Nem igazi tonaludátusz, mert „helytelenül” magyarul kell kiolvasni:
- Si vita mala carae tenata ludra.
- Teatrum oti sic amat rosinas.
- AVE CAESAR VAVAN!

### Francia
- Faute hâte en faut, qui bête eu chaud haché vaut.
- Le perdu la fatal a pas drôle.
- Un est e l'equarte sal matisenn Yvon a ton?
- Monsieur le capadon, madame chiquit de turi.
- Le de la plafond.
- Papu l'apadoun, l'aban seuoir, l'ecop ot, de mar neu.

### Német
- Ban Zoli bol hat vo Gott in geben.

### Angol
- Tape at war you one a wash on.
- If you one door how I mace. I'm egg.
- If you amber, laid ration, veid racet tudosuration!
- One Kate much come, no Meg one hat when Kate catch came.
- New see, one up road?
- What can there?
- This no all.
- Me of us one?
- Code eyes, old town.
- Peace toy
- War new one a vetation.
- Me a fast a cars?
- Tape at war you one a fun.
- You come on sir one.
- Touch cow.
- Kitchen get neck.
- Ear deck ash choose one win at two or run!
- Hut share egg.

### Héber
- Se si ru hajim se si deszk hajim.

## Külső hivatkozások
- Egysorosok